# オハイオ (タンカー)
オハイオ（SS Ohio）は、テキサス石油会社（後のテキサコ）が建造した石油タンカー。オハイオは建造当時、世界最大級のタンカーであった。
第二次世界大戦中、オハイオは連合軍の求めによって、包囲下にあった重要拠点であるマルタ島への補給任務に従事した。オハイオは1942年8月に、マルタ島への輸送船団のうち最も苛烈かつ激しい戦いの一つであったペデスタル作戦で主要な役割を果たした。オハイオは多大な損害を受けつつも奇跡的にマルタ島へ辿り着くことができたが、積荷の石油を効果的に汲み出すため自沈する必要があった船体の損傷は大きく、二度と航海に復帰することはなかった。オハイオは今日、苦境にあったマルタ島の救世主とみなされ、敬愛の情を込めて記憶されている。

## 建造
進水前に第190番船（Hull 190）という名前で建造されていたオハイオは、船主の求める大きな貨油搭載能力と、船員の求める速度、復元性とを高度にまとめあげた優秀船であると見なされていた。その船首はスクーナーのように曲線を描きながら伸び、かつてのアメリカのクリッパーを彷彿とさせるものであった。
第190番船はまた、ナチス・ドイツの再軍備と大日本帝国の軍事的伸張という国外の脅威の影響を受けてもいた。設計に当たって非公式ながらアメリカ軍と石油担当局長との間で調整が行われ、船の仕様は9,263トン、全長515フィート（約157m）、貨油搭載量170,000バーレル（約27,000㎥）と決定された。これは船体規模でも貨油搭載量のいずれでも、それまでに建造されたタンカーを上回る大型船であった。そして第190番船は、7か月と15日間という非常な短期間で竣工に至った。

## 構造
第190番船のウェスティングハウス製蒸気タービンは毎分90回転で9,000軸馬力を発揮し、最大16ノットを出すことができた。第190番船は、1軸船で当時世界最速のタンカーであると見なされていた。
第190番船の船体は複合的な構造で造られていた。当時、欧米では数年間にわたってリベット接合と溶接接合の優劣が議論されていた。第190番船は船底外板と甲板部に溶接を導入し、構造的信頼性を高めた。また、骨材も縦骨式構造と横骨式構造の複合式を採用し、連続した縦通隔壁と多数の横隔壁によって21個の貨油タンクを設けたことで、船体に大きな強度を持たせることができたことも大きな特徴であった。その他機器類についても、一般のタンカーには積まれない高度なものが装備されていた。

## 船歴

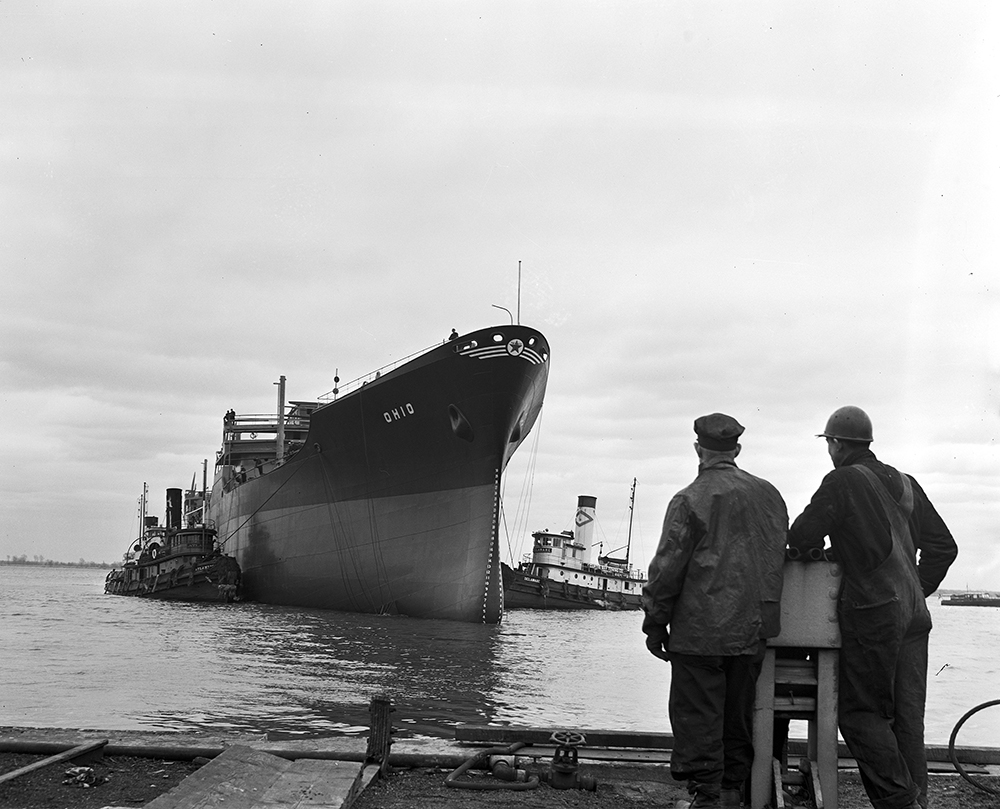
進水したオハイオ。1940年4月20日撮影。

第190番船の進水は悪天候のために当初の予定から1日遅れ、これは迷信深い溶接工や鋼板切断工といった作業員に不安を生んだ。しかし第190番船は彼らに見守られながら、翌日の1940年4月20日にペンシルバニア州チェスターのサン・シップビルディング&ドックヤードカンパニーで進水した。第190番船の進水は、テキサコ社長ウィリアム・スターリング・サリヴァント・ロジャースの母であるフロレンス・E・ロジャース夫人の手により行われた。彼女によってシャンパンのボトルが割られ、命名の言葉が告げられた。
オハイオという名前を得た第190番船は第2滑走台を滑り降り、デラウエア川に進水した。就役後のオハイオは最初の数年間、取り立てて何も起こることなくテキサス州ポートアーサーやその他様々なアメリカの港を往復した。この間、オハイオはニュージャージー州ベイヨンからポート・アーサーへの航海で1,882マイル（3,029km）を4日間と12時間、平均17ノット以上で航行する記録を立てている。

### 「ペデスタル作戦」立案とオハイオ
1942年当時、イギリスは地中海で戦争の最中であり、北アフリカにおいてドイツアフリカ軍団とイタリア軍に対し交戦中であった（北アフリカ戦線）。そしてこの戦いを遂行するにあたって不可欠だったのは、枢軸軍の補給路の真ん中に位置するマルタ島の存在であった。マルタ島へ十分な軍需品、航空機、燃料が補給されている限り、北アフリカのドイツ軍とイタリア軍に大きな物資不足を強いることができていた。
しかし1941年12月以降、補給上の脅威であるマルタ島を無力化すべくドイツ空軍が連日猛爆撃を加えた。1942年2月に約1,000トン、3月に約2,000トンを超える爆弾がマルタ島に投下された。3月と4月には、バトル・オブ・ブリテンで1940年の1年間にロンドンへ投下された量の2倍の爆弾がマルタ島へ落とされた。1942年1月1日から7月24日までの間で爆撃がなかった日は僅かに1日しかなく、マルタ島の継戦能力は日を追うごとに弱まっていった。
枢軸軍の攻撃が一時的に弱まった間を突いて、軍需品と航空機の補給が行われた。例えば、島の防衛のために洋上の空母からホーカー ハリケーンやスーパーマリン スピットファイア戦闘機を発艦させてマルタ島へ補給する作戦（一連の活動は「クラブラン」と呼ばれた）などが行われたが、食料や燃料などその他物資は極度の不足をきたしていた。マルタ島の食料自給率は低く、補給がほとんど途絶えてからは食料品の配給量が健康維持に必要な最低量すら下回ったため、栄養失調に陥ったり腸チフスに罹患する者も発生した。食料以外にも、燃料、水、日用品、嗜好品、医療品といったあらゆる物品が窮乏していた。

マルタ島の位置。イタリアから出港して北アフリカへ向かう枢軸軍補給船団の航路の中間にあった。

それまで行われたマルタ島への補給作戦は、そのほとんどが失敗に終わっていた。例えば、ハープーン作戦（ジブラルタルから）やヴィガラス作戦（アレクサンドリアから）は、空と海からの攻撃によって商船の多くが沈められ、護衛艦艇も被害を受けていた。特に、ハープーン作戦で失われた船の中にはオハイオの姉妹船ケンタッキー（SS Kentucky）もいた。ケンタッキーはドイツ空軍の空襲で航行不能になり放棄に至ったものである。放棄されたケンタッキーは、最終的にイタリア海軍の軽巡洋艦ライモンド・モンテクッコリとエウジュニオ・ディ・サヴォイア、駆逐艦2隻によって撃沈された。
ハープーン作戦とヴィガラス作戦失敗後の1942年6月18日、地中海艦隊司令長官はウィンストン・チャーチル首相に対し、これ以上マルタ島へ補給船団を送ることに対する疑問の電報を送った。だが、マルタ総督ジョン・ヴェレカーから、物資不足によりマルタ島が降伏を余儀なくされるのは9月であるという予想が報告され、議論の末にチャーチル首相と国防委員会は最後のマルタ島向け輸送船団の派遣を決めた。
それから3日後、ノルウェーのオスロ出身のセベレ・ピーターセン船長の下でオハイオはクライド川河口まで航海していた。1942年5月初めに、ピーターセン船長はテキサス州ガルベストンへオハイオを移動させるようにという無線連絡を受け取った。そして、オハイオには船尾に5インチ単装平射砲1基、船首に3インチ単装高角砲が搭載された。その後、オハイオはテキサス州ヒューストンのシンクレア・ターミナルへ移動し、103,576バーレル(16,467.3㎥)のガソリンを積み込んだ後で5月25日にイギリスへ向けて出航した。オハイオはスコットランドのボーリングで荷揚げ後、沖合に出て投錨し指示を待った。
ここで、ピーターセン船長はイギリス軍事輸送省長官フレデリック・リーザーから、船長への個人的な招待状を受け取った。同日、テキサコ本社は戦時輸送本部からオハイオを徴用すると通告を受けた。それを受けて、テキサコの船舶部長T・E・ブキャナンは、オハイオに現在位置から移動しないように命じた。英米両国間の協議の後、2週間後にオハイオをイギリス軍事輸送省とテキサコ・ロンドン代理店の職員が訪れてオハイオのイギリス人船員への引き渡しを通告した。ピーターセン船長やアメリカ人船員は不満を感じたものの従うほかなく、荷物を纏めて船をイギリス人船員に引き渡した。
彼らは知らなかったが、1942年1月以降、イギリス政府はアメリカ政府との間でマルタ島への補給船団のために大型・高速の石油タンカーを提供してくれるよう交渉していた。大量の石油を積載しつつ、敵の攻撃を避けるためにイギリス商船隊が保有するいかなるタンカーよりも速い16ノットで航行できる性能が求められていた。前年の真珠湾攻撃以降、日本との間で太平洋戦争に突入していたアメリカにとっても貴重な大型タンカーをイギリス側に引き渡すことについては、アメリカ海軍などから強い反対を受けた。しかしながら、同年4月までにイギリス側は2隻の大型タンカーの提供を受けるという承諾をアメリカ側から取り付けることに成功した。そしてその2隻こそ、前述のケンタッキーそしてオハイオだったのである。

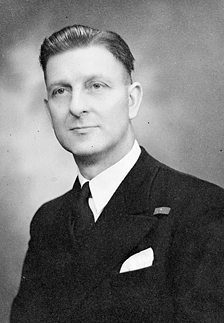
新たにオハイオの船長に任命されたダドリー・メーソン。

7月10日、ピーターセン船長はなんの公式な式典も好意もなしにオハイオを引き渡した。前夜にアメリカからイギリスへと船籍を移されていたオハイオは、アメリカの商船旗が降ろされ、代わって「赤雑巾」のあだ名を持つイギリス商船旗が掲げられた。運航に当たって7月25日にオハイオは便宜上イーグル・オイル・アンド・シッピング・カンパニーに引き渡された。同社は軍事輸送省から、オハイオが船団運航に重要であり、それにあたっては乗員の勇気と素質によるところが大きい旨を告げられた。
オハイオの運航要員が集められるにつれて、オハイオが参加する船団が大規模なものであることが明らかになっていった。オハイオの船長には、建造中の他船の船長になる予定を急遽変更されたダドリー・メーソンが、機関長にはジミー・ワイルドが任命された。オハイオがイギリス船籍になって48時間後、新たな乗員が編成を完結した。任務の重要性から乗員はいずれもイーグル社船隊で経験豊富な者が選抜され、乗員77名のうち24名は陸軍・海軍から派遣された操砲要員であった。オハイオはその後グラスゴーのキング・ジョージ5世ドックへ移動し、煙突後部にボフォース40mm単装機関砲1門、また各所にエリコン20mm単装機銃6門が増設され、従来からの備砲と合わせてタンカーとしては異例の重武装となった。

### 出撃

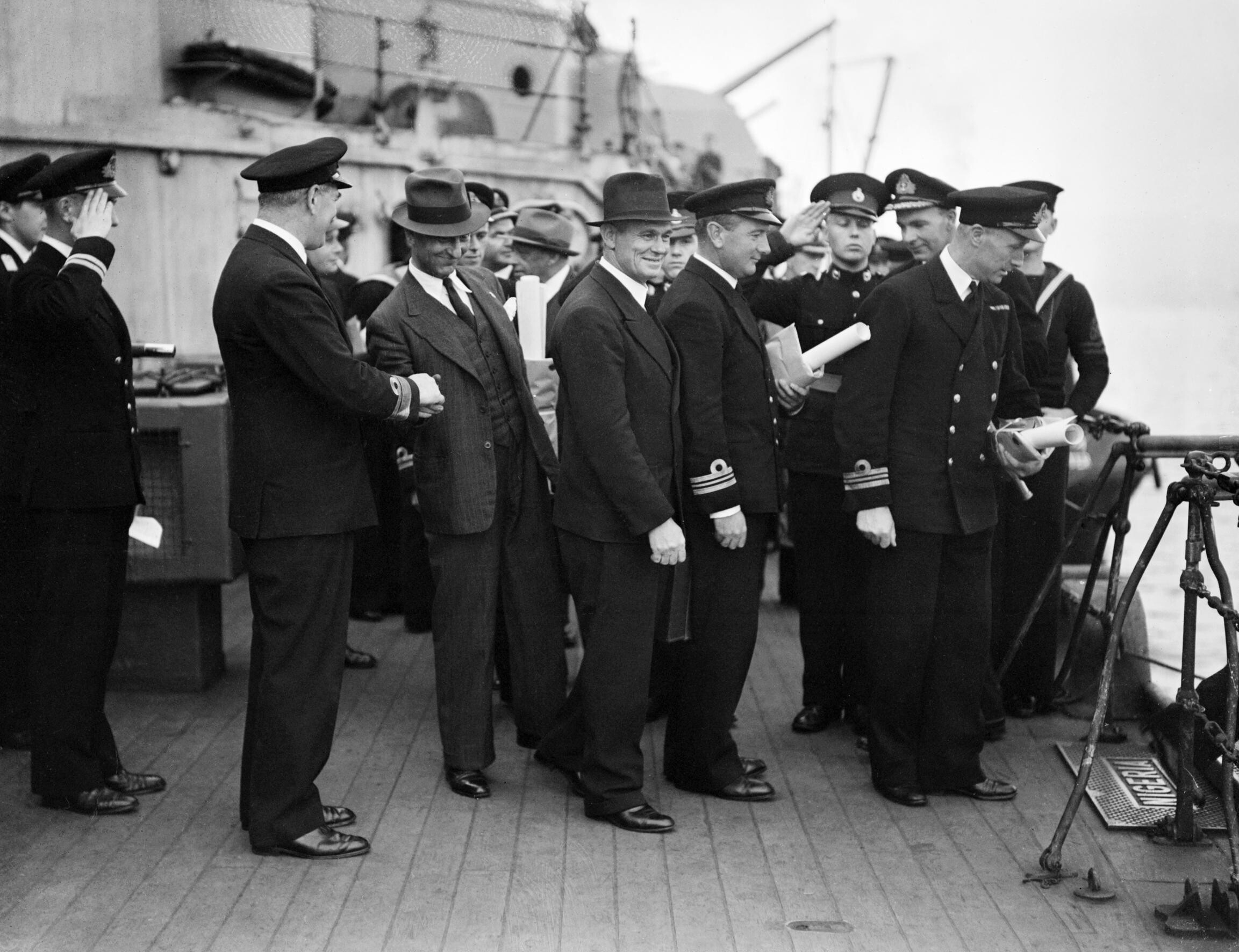
出撃前の作戦会議後、直接護衛部隊司令官ハロルド・バロー少将と握手を交わすオハイオのメーソン船長（左から4人目）。

1942年6月半ばにハープーン・ヴィガラス両作戦が失敗に終わった後、マルタ島は新たな船団が到着するまでの間、両作戦で届けられた不十分な物資と、潜水艦や高速の敷設巡洋艦ウェルシュマン（HMS Welshman, M84）とマンクスマン（HMS Manxman, M70）による小規模な輸送に頼らざるを得なかった。
夜に月が出ている明るい期間に地中海で船団を護衛することは、大きな損害を避けられないと考えられた。直近の7月もしくは8月で月が出ないのは10日から16日までの短い期間であったが、7月はオハイオの改装がまだ完了していなかった。そのため作戦開始は8月に決まった。オハイオはダングラスへクライド川を下り、11,500トンのケロシンとディーゼル燃料を積載した。オハイオは、船団の中でマルタ島が生き残るのに必要な燃料を運ぶことができる唯一のタンカーであった。
先の船団において、ケンタッキーが至近弾の衝撃によって蒸気配管が破断し、わずか数時間で修理できる規模であったにもかかわらず放棄に至った教訓から、オハイオには至近弾の衝撃を和らげるための緩衝材や補強材を取り付ける改修が行われた。二度と同様の事態を起こしてはならないという軍事輸送省の決定によって、オハイオの主機はゴムの台座に据えられたほか、全蒸気配管が鋼製スプリングと木の角材で支えられた。
クライド川に船団の商船が集結する間に、イギリス海軍の護衛艦艇はすでにスカパ・フローへ集まっていた。司令官であるエドワード・サイフレット提督は7月27日に旗艦戦艦ネルソン（HMS Nelson, 28）へ乗艦し、8月2日には船団の合同会議を実施した。同日、全関係者の休暇が取りやめられ、日没2時間前の午後8時に輸送船団WS21Sは出航した。軽巡洋艦ナイジェリア（HMS Nigeria, 60）に率いられたオハイオを含む14隻の商船が陣形を整え、外海に出た頃には完全に暗くなっていた。

### 枢軸軍の攻撃
船団は濃い霧の中、8月9日にジブラルタルを出撃した 。翌日、ドイツ海軍のUボートU-73から発射された4本の魚雷を受けて空母イーグル（HMS Eagle, 94）が撃沈され、260名が戦死、搭載されていた艦上機4機全ても失われた。この日、ドイツ空軍の爆撃機が船団を襲った。8月12日、20機のJu 88が船団を襲ったのを皮切りに、ドイツ空軍とイタリア空軍の約100機が船団の商船を攻撃した。

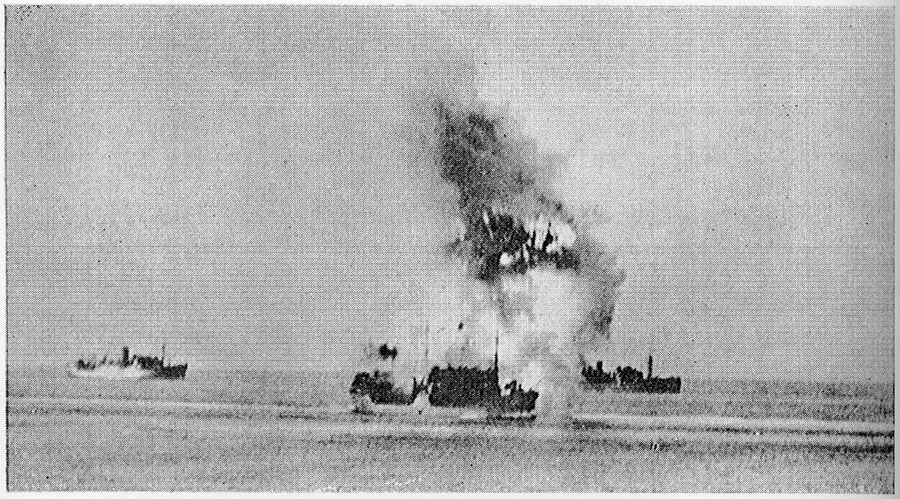
オハイオにアクスムからの魚雷が命中した瞬間を捉えた写真。

オハイオには、イタリア海軍の潜水艦アクスムから発射された魚雷が命中し火災が発生した。オハイオは船体中央部に被弾し、マストよりも高く炎が立ち上った。この時点でオハイオは対応不能であると思われ、メーソン船長は機関停止と全甲板員の甲板消火栓を用いた消火活動を命じた。破損したタンクから火のついたケロシンが漏出し、火災現場から30メートルにわたって甲板上を広がった。それでも火災はなんとか消し止められ、オハイオは修理後に13ノットで航行を再開した。爆発によってオハイオのジャイロコンパスは破壊され、磁気コンパスもベアリングが外れてしまっていた。操舵装置も故障したために、乗員は船尾の応急操舵装置で操舵を行なわなければならなかった。
魚雷の命中によってオハイオの左舷中央部ポンプ室には8×9メートルの穴が開き、爆風は右舷にも小さな穴を開けて浸水を生じていた。隔壁には亀裂が多数生じて隣接するタンクからケロシンが船体内に流入しており、甲板にも船体内を覗くことができる程の破孔が生じていた。オハイオの左右両舷間の甲板は折れ曲がってはいたものの、船体はまだ折れずに繋がっていた。
さらに攻撃の手は緩むことなく、60機のJu 87急降下爆撃機がオハイオを狙った。 パンテッレリーア島に差し掛かる頃には、オハイオは多数の至近弾を受けていた。至近弾によって巻き上げられた海水が大量にオハイオの甲板に降り注ぎ、敵機から機銃掃射が加えられた。1発の至近弾がオハイオの外板に穴を穿ち、前部タンクを冠水させた。またこれによって、船首の3インチ高角砲は砲座が変形したため使用不能になった。続いてJu 88 20機が編隊を組んで前方から向かってきたが、これらはオハイオの対空砲火によって妨害されて爆弾は全て外れた。しかし2発がオハイオの両舷で至近弾となり、ただでさえ傷んだ船体を持ち上げて海面に叩きつけた。
その後、オハイオを爆撃しようとしたJu 87のうちの1機がオハイオの機銃によって撃墜されたが、機体はそのままオハイオの船橋右舷前部に翼の半分を激突させて爆発し、船上に破片をばら撒いていった。そのJu 87が搭載していた爆弾が機体から外れたが、幸運にも不発であった。メーソン船長は艦内電話によって、船尾の主任士官からJu 87が海に突っ込み、それから船に跳ね返ってきたと報告を受けた。だがメーソン船長は「幾分そっけなく」答えた。「ああ、そんなことは何でもない。ほぼ30分間、前甲板にユンカース88がいたよ」

### 航行不能
オハイオは接近する魚雷をゆっくりと回避しようとしていたが、そこへ2発の爆弾が両舷に落下した。オハイオの船体は、船底が海面から出たのではないかと思われるほどに持ち上げられ、軋みながら海面へ落下した。海水と弾片が大量にオハイオの甲板上に降り注いだ。オハイオの保安機器の1つとして特に装備されていた差動装置によって自動的にスクリューの回転数が落とされたために、他の船であれば起こっていたであろうスクリューの空転による機関へのダメージは避けられた。それでも続けざまに至近弾が発生し、右舷で発生した爆発によってオハイオの船体が左舷に傾いた。これによって機関室は照明が消えて真っ暗になった。マスター・スイッチが爆発の衝撃で故障を起こしていたものの、電気技師が速やかにマスター・スイッチと照明を復旧した。だがこの衝撃の結果、オハイオのボイラーの火が消えてしまい、燃料ポンプを作動させられるだけの蒸気圧が残っているうちにボイラーを再始動する必要があった。
機関員たちは順調にボイラーの再始動を成功させ、20分も経たずにオハイオは16ノットで航行を再開した。ところが、再び爆撃を受けたオハイオは大きく振動し、エンジンの回転数が低下してそのまま停止してしまった。メイン・スイッチと電動燃料ポンプは衝撃で破損していたため、機関員はなんとか電気系統を再接続し、予備蒸気系によって機関の再始動を試みた。
ボイラーの再点火に成功して機関室内に黒煙が満ちたものの、程なく油配管への水の混入や復水器の真空が失われたことによる黒煙と白煙を吐き始め、オハイオは徐々に速力を落として10時50分に完全に停止してしまった。機関の復旧の望みはなく、オハイオの乗員は船を放棄して、援助のために寄り添っていた駆逐艦ペン（HMS Penn, G77）（艦長：J・H・スウェイン少佐）へ移乗した。さらに駆逐艦レドバリー（HMS Ledbury, L90）（艦長：R・P・ヒル少佐）も駆け付けたが、レドバリーはすぐにイタリア海軍のMAS艇に雷撃された軽巡洋艦マンチェスター（HMS Manchester, C15）の捜索を命じられて離れていった。

### 曳航開始

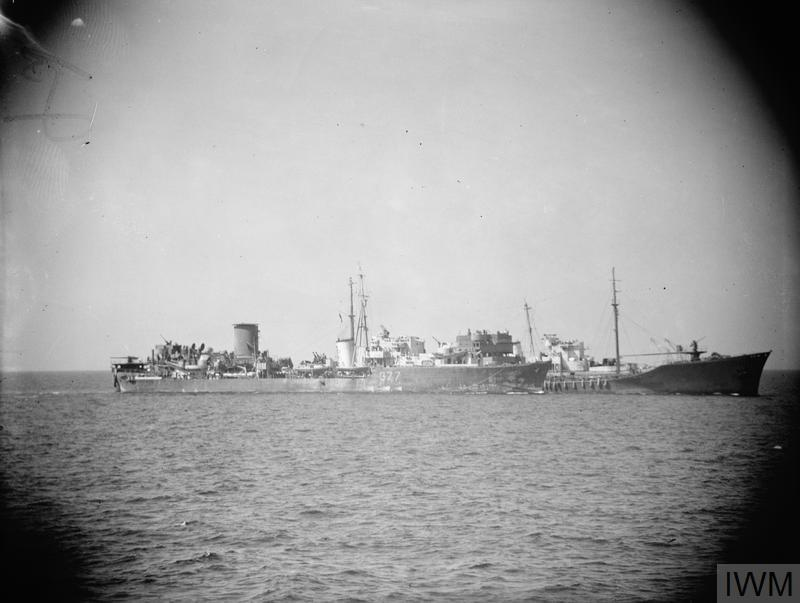
駆逐艦ペンらに援護されるオハイオ。

ペンのスウェイン艦長はメーソン船長に対し、10インチマニラ麻ロープでの曳航を提案した。曳索が取り付けられた後でペンが徐々に前進を始めたが、オハイオの船体は左舷の破孔のせいで左に振られてしまった。2隻は全く進まず、それどころか東寄りの風によってマルタ島と反対の方向へ流される有様であった。また新たな攻撃が始まったためにペンは対空砲火を放ちながら左舷に旋回し、曳索は切断してしまった。オハイオを狙った1機の爆撃機がオハイオのエリコン機銃で撃墜されたが、その直前に投下された爆弾が雷撃により開いていた穴に直撃した。これにより船体の破孔はさらに大きくなり、亀裂が船底にまで達したため、船体が折れる危険から午後2時に再度オハイオは放棄された。オハイオの乗組員はペンに移乗した。
翌日、オハイオ救援のために派遣されたモーターランチML 121およびML 168、そしてマルタ掃海艇隊の掃海艇ライ（HMS Rye, J76）（艇長：J・A・ピアソン大尉）が2隻に加わった。再度曳航が試みられ、オハイオを曳航するペンを、ライがペンの艦体に接続した掃海索で針路を補正する工夫によって5から6ノットで曳航に成功した。
8月14日午前6時30分頃から新たな空襲が始まった。船尾に落ちた至近弾で舵は使用不能になり、曳索は再び切断してしまった。さらに爆弾1発が命中し、ボートデッキ前端を貫通してボイラーや機関室を破壊した。幸い、ワイルド機関長以下機関員は直前に甲板上へ脱出できたため難を逃れた。船体中央部の破孔は拡大し、船体が船底まで屈曲し始めていた。更に2度の空襲が行われ、至近弾が発生した。メーソン船長は3度目の総員退船を命じ、乗組員はモーターランチでオハイオから退去した。オハイオは機関室と船尾部の浸水によって後半部が垂れ下がり、前半部の浮力で何とか浮かんでいる状況であった。

### 再度の曳航
やがて、撃沈された商船ドーセット（MV Dorset：フェデラル・スティーム・ナヴィゲーション、10,624トン）の生存者を救助した後で追いついた駆逐艦ブランハム（HMS Bramham, L51）（艦長：E・F・ベインズ大尉）がオハイオらの元へ合流した。ここでワイルド機関長以下30名のオハイオ乗員が、機関故障を起こし帰還するML 168に乗り先行してマルタ島へ移動した。ライがオハイオの前方から曳航し、ペンがオハイオの後方から曳索で引き支える方法で曳航が試みられたが、この方法は重量のあるオハイオを動かすことができず失敗してしまった。また無理に前後から曳航すれば、外板でわずかに繋がっているだけのオハイオの船体が折れる危険性も考えられた。
8月14日朝、今度は軽巡洋艦マンチェスターの沈没を知りオハイオの元へ引き返してきたレドバリーと、オハイオの援助と護衛のために派遣されたライの僚艦である3隻の掃海艇スピーディ（HMS Speedy, J17）（艇長：A・E・ドーラン少佐、掃海艇隊長H・J・A・S・ジェローム中佐座乗）、ヘーベ（HMS Hebe, J24）（艇長：J・B・G・テンプル少佐）、ヒース（HMS Hythe, J194）（艇長：L・B・ミラー大尉）が一行に合流する。浸水を可搬式ポンプで排水し始めたものの、この時点でオハイオの乾舷は1メートル前後まで減少していた。レドバリー、ライ、ブランハムがオハイオを6ノットで曳航し始めた。

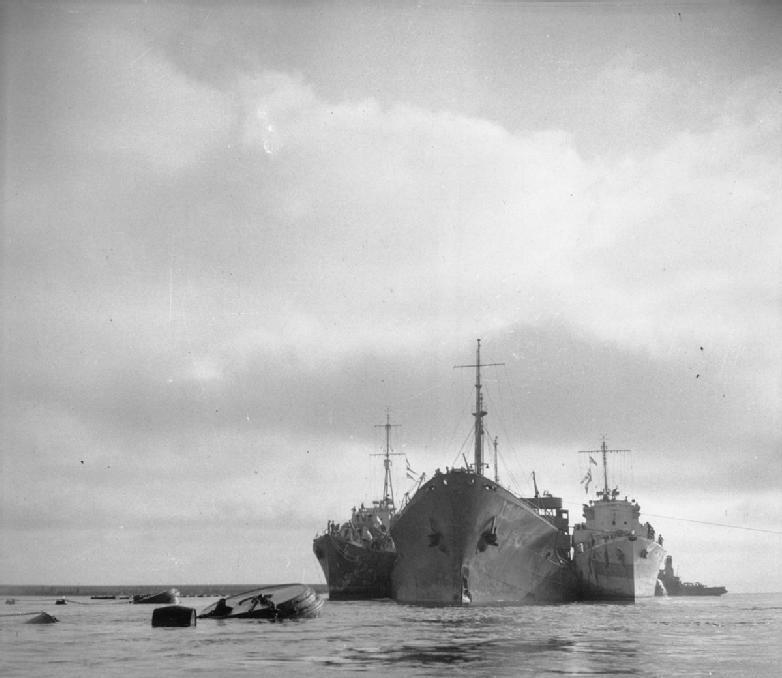
駆逐艦ペン（左）とレドバリー（右）に挟まれて曳航されるオハイオ。

順調に曳航が進むかと思われた矢先、午前10時45分からドイツ空軍機による焼夷弾の爆撃が加えられた。オハイオらにとって幸運なことに、空襲に前後して、マルタ島から発進したイギリス空軍第229中隊と第249中隊のスピットファイア戦闘機が敵機を発見して援護に駆け付けた。スピットファイアの奮戦によって爆撃機はほとんど追い払われたが、迎撃を逃れたドイツ軍機が投下した1発の500キロ爆弾が船尾に至近弾となり、オハイオの船体が前方に押し出されて曳索が外れたほか、船尾の破孔から大量の浸水が発生して曳航が中断した。
敵機の脅威は去ったものの、マルタ島から45海里の海上で再び立ち往生したオハイオの状況はさらに悪化していた。浸水はポンプでの排水が追い付かないほどに増大しており、乾舷は60センチメートルまで減少し、消火用の海水をバケツで直接汲み上げられるほどだった。再度の検討の結果、オハイオの左右から駆逐艦を接続して横抱き曳航を行い、船体を支えつつ前進させる方法が採られることになった。この方法は上々であり、傷み切ったオハイオの船体を5ノットで前進させることに成功した。作戦開始以来ほぼ不眠不休で戦闘を続けていた乗員たちの極度の疲労や曳索の切断に悩まされながらも、オハイオと各艦艇の乗員、そして救助されていた沈没船の生存者らが協力して曳航が続けられた。

### 到着

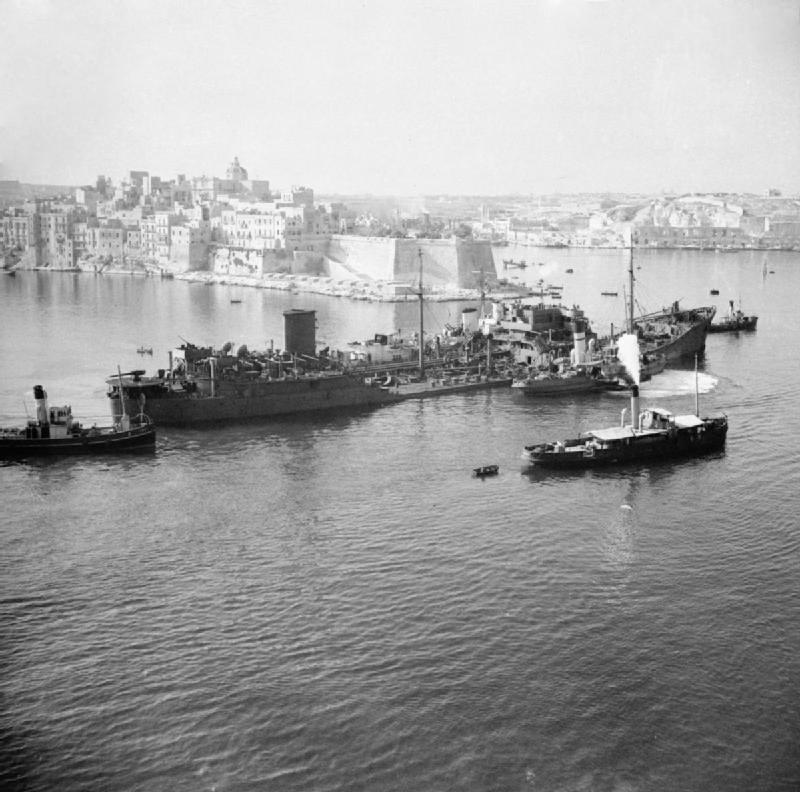
駆逐艦と曳船の援助を受けながらグランド・ハーバーへ入港したオハイオ。浸水のため乾舷がほとんど失われている。

曳航されたオハイオはマルタ島に接近し、夜には島の沿岸砲台の援護下に入った。島から来た古い外輪曳船がオハイオを曳航しようとしてペンに衝突するトラブルに見舞われながらも、一行はゆっくりと島を回りながら、グランド・ハーバーに入港しようとしていた。その最中、沿岸砲台が浮上しながら接近しつつあるUボートを発見し、さらに地上のレーダーにSボートの一団が捉えられた。沿岸砲台が探照灯照射と砲撃によって両者を追い払ったためオハイオらは難を逃れた。ゾンカー岬を回って港口に差し掛かるところでは、今度はイギリス側が敷設した防御機雷原を通過しなければならなかった。30分間にわたってオハイオの巨体を通過させようと悪戦苦闘した後、午前6時に曳船が到着したことでなんとか一行は機雷原の間の水路を抜けることができた。未だに駆逐艦はオハイオを左右から挟み、前進と後進を繰り返して航行を助け続けていた。
8月15日午前8時、ついにオハイオはマルタ島グランド・ハーバーに入港を果たした。一行は港を埋め尽くす群衆の歓声と、ブラスバンドが演奏するルール・ブリタニアに迎えられた。メーソン船長は船橋で答礼しつつも、もはやオハイオが沈むまで一刻の猶予もないことを理解していた。
貴重な積荷の石油が失われるのを防ぐため、直ちにオハイオの船体から荷揚げ作業が開始された。協議の結果、浸水した船体のバランスを保ちながら比重差で速やかに石油を汲み出すために貨油タンクへ海水が注入されることになった。オハイオのポンプの動力は既に失われていたため、応急ポンプを用いてオハイオに接舷したイギリス海軍補助艦隊タンカーボックスオール（RFA Boxol, A107）へ石油が移されるにつれて、オハイオは浮力を失い少しずつ沈んでいった。そして最後の石油がタンクから抜き取られるのと時を同じくして、オハイオの船体は完全に着底したのだった。

### その後

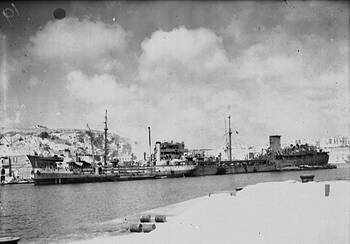
ボックスオールによって石油が汲み出されるオハイオ。

8月13日に商船ポート・チャルマース（MV Port Chalmers：ポート・ライン、8,500トン、船団指揮船）、ロチェスター・キャッスル（MV Rochester Castle：ユニオン＝キャッスル・ライン、7,800トン）、メルボルン・スター（MV Melbourne Star：ブルースター・ライン、12,800トン）の3隻が、8月14日には船首に雷撃を受けて落伍後にフランス保護領チュニジア沿岸部を独自に航行したブリスベン・スター（MV Brisbane Star：ブルースター・ライン、12,800トン）がマルタ島へ入港を果たしており、最後まで残っていたオハイオの到着をもってペデスタル作戦は完了した。連合軍側は空母イーグルをはじめ多くの艦艇と商船を失ったが、マルタ島への補給という最大の作戦目的を達した。船団に積まれていた物資85,000トンのうち実に53,000トンが9隻の商船とともに海没したが、届けられた32,000トンの物資によってマルタ島は降伏の危機を脱することができた。戦力を回復したマルタ島は再び枢軸軍の補給路を脅かし、その優位が崩れることは二度となかった。
石油輸送という大役を見事に果たしたオハイオだったが、大きく損傷した船体を修理できる設備はマルタ島にはなかった。そのため船体は二分され倉庫として、さらにユーゴスラビア兵の兵舎として使用された。
戦後の1946年9月19日、オハイオの前半部はマルタ島沖10海里の地点へ曳航され、駆逐艦ヴィラーゴ（HMS Virago, R75）の砲撃で沈められた。後半部も10月3日にサルベージ船サルヴェンチャー（RFA Salventure, A384）の仕掛けた爆薬により自沈処分された。
オハイオがグランド・ハーバーへ入港した8月15日は、マルタ島におけるサンタ・マリアの祝祭日であった。今日、8月15日はオハイオを含むWS21S船団によってマルタ島民が救われたことを記念して祝日に指定されているほか、夏の伝統的な祝祭日期間中で最も盛大に祝われる日となっている。

## 栄典
オハイオのメーソン船長は功績を称えられジョージ・クロスを受章した。オハイオを曳航したペン艦長スウェイン少佐、レドバリー艦長ヒル少佐、ブランハム艦長ベインズ大尉の3駆逐艦長に殊功勲章と賞金が授与され、他にも複数の関係者が叙勲されている。また3隻の駆逐艦にはチャーチル首相から「善戦健闘を賞す」旨の賞詞と戦闘名誉章（Battle Honour）が贈られた。

## その他
現在オハイオの船名板、舵輪、商船旗ほかの備品がマルタ島ヴァレッタの国立戦争博物館に保存されている。また、アレック・ギネス主演の1953年のイギリス映画「マルタ島攻防戦」では、クライマックスにオハイオの入港が描かれている。
テキサコ社船隊のために建造された最後のタンカースター・オハイオ（STAR OHIO、80,579トン）は、オハイオにちなみ命名された。